# Kostel svatého Martina (Zibohlavy)
Římskokatolický filiální Kostel svatého Martina v Zibohlavech u Kolína leží v centru vesnice. Je chráněn jako kulturní památka České republiky.

## Historie
Původní románský kostel pocházel ze 13. století, v roce 1358 je zmiňován jako farní. V roce 1624 kostel vyhořel a o tři roky později byl opraven. Následně byl ale za třicetileté války v roce 1639 zcela vydrancován švédskými vojsky. Stávající kostel pochází až z roku 1873 a z původního kostela byla zachována pouze věž.

## Popis
Jde o jednolodní kostel na křížovém půdoryse s půlkruhovou apsidou ve východní stěně. Před západním průčelím stojí hranolová věž. Vnější stěny jednotně pseudorománsky vyzdobeny. V areálu kostela se nachází také márnice.
Ve vnitřní výzdobě byly použity motivy výzdoby románského kostela sv. Jakuba v Jakubu u Kutné Hory. Zařízení kostela je pseudoslohové z roku 1886. Hlavní oltář vytvořil řezbář J. M. Černý na konci 18. století, na kruchtě visí obraz sv. Martina z původního oltáře od J. Macháčka z roku 1841 a varhany pochází z roku 1892 od Antonína Mölzera z Kutné Hory.

## Fotogalerie

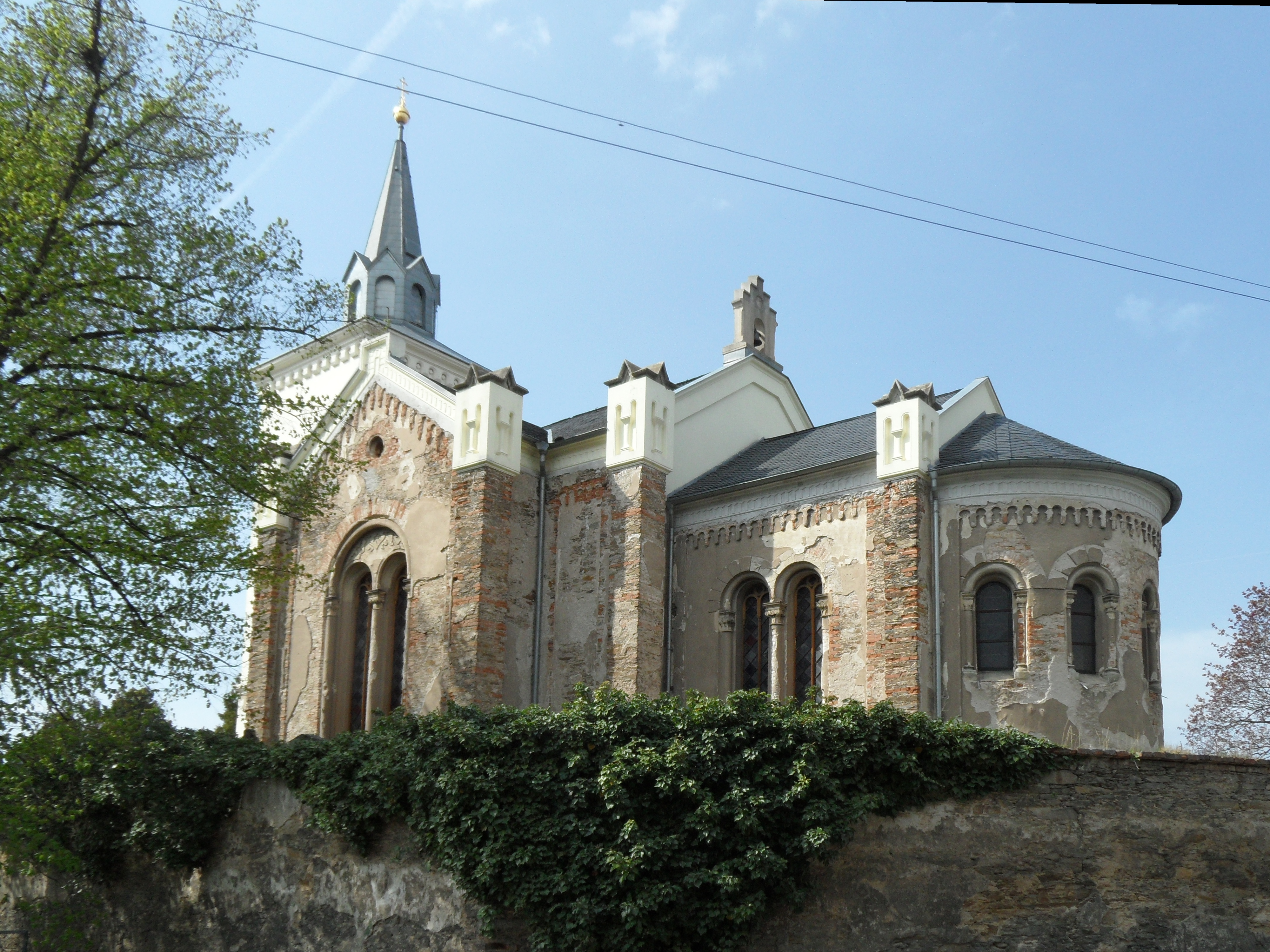
Pohled od jihovýchodu
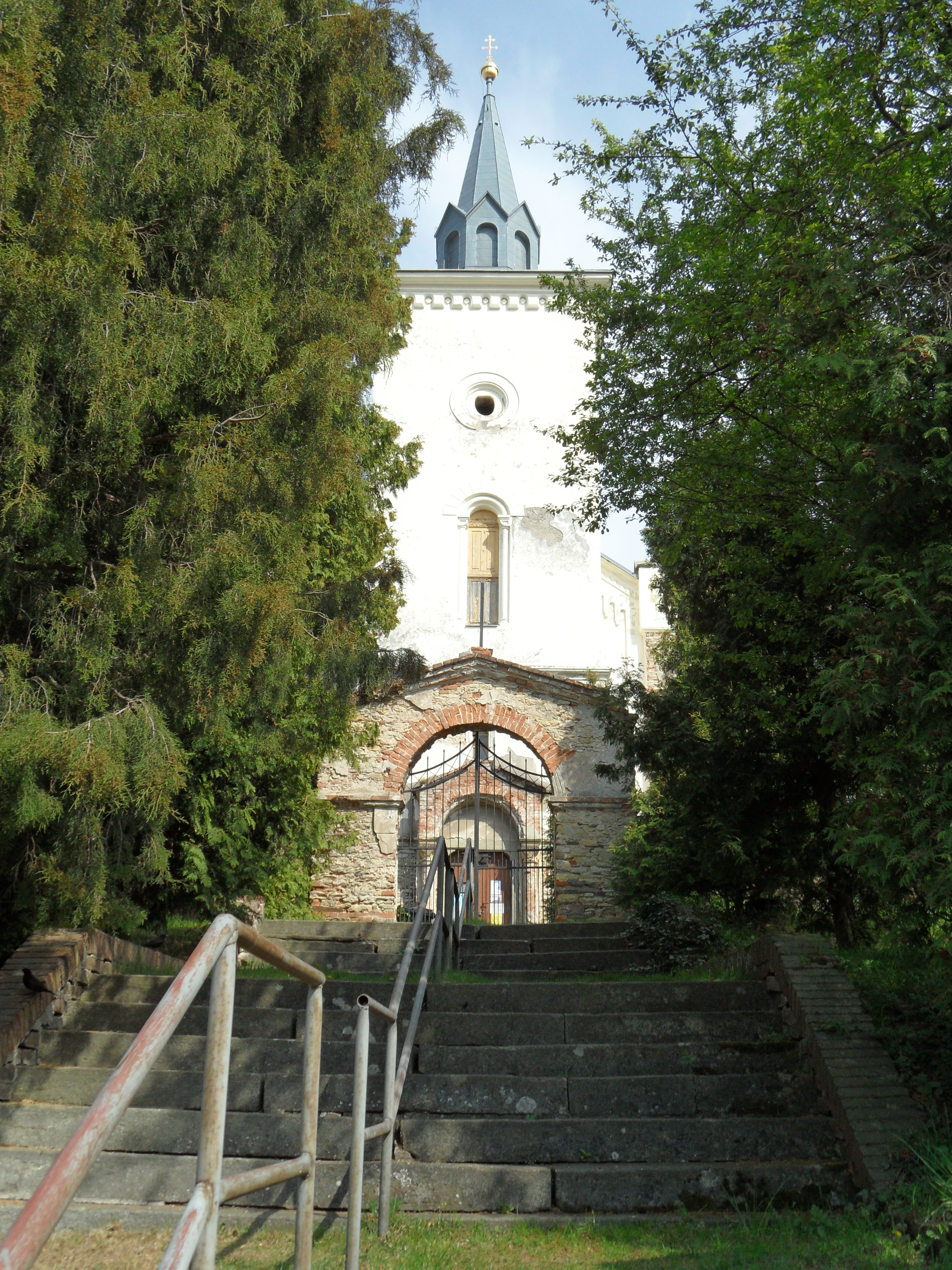
Pohled od západu
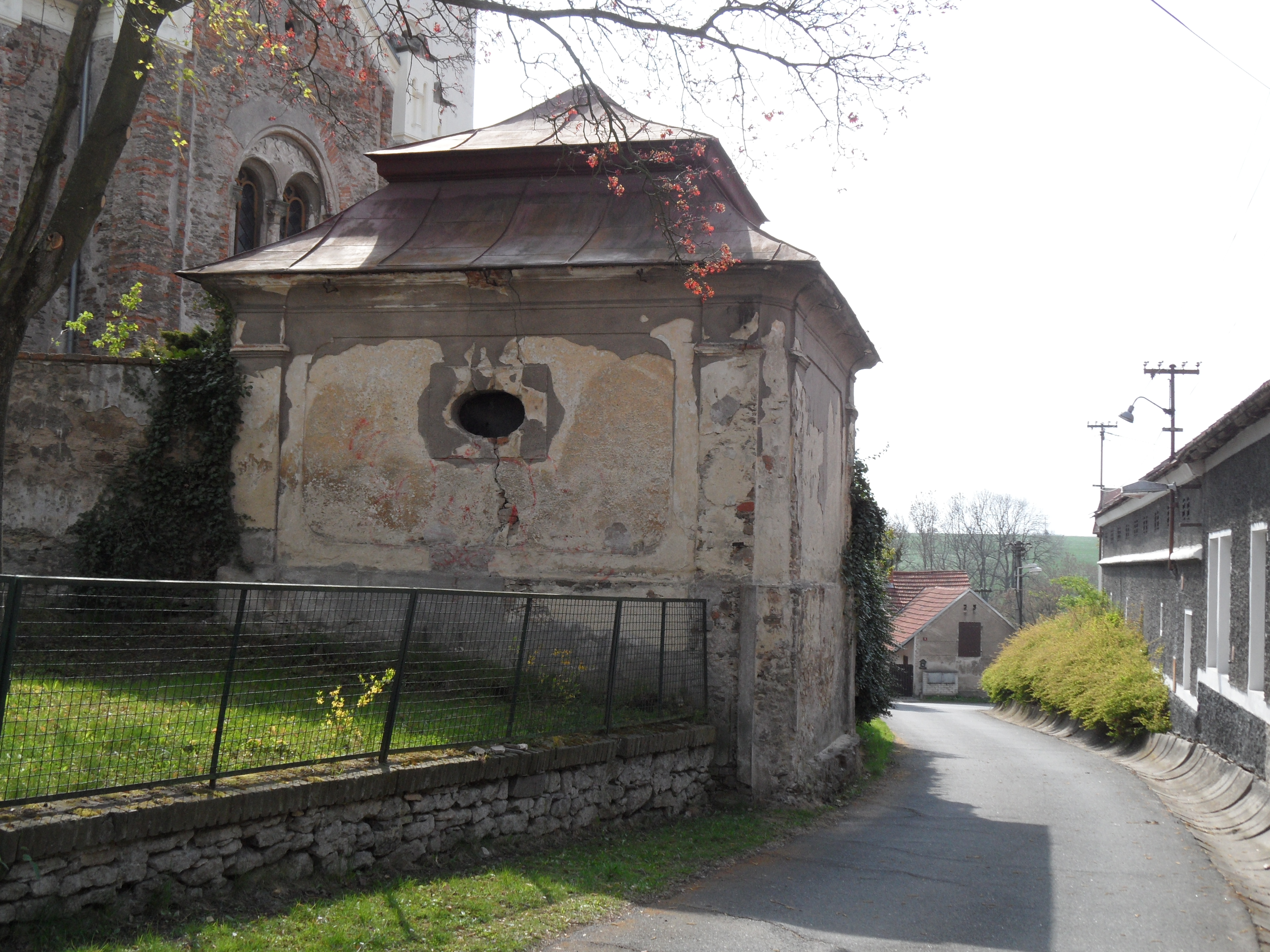
Barokní márnice